# دانيال ريتش
دانيال ريتش (بالإنجليزية: Daniel Rich)‏ هو لاعب كرة قدم أسترالية أسترالي، ولد في 7 يونيو 1990.

## وصلات خارجية
- دانيال ريتش على موقع AustralianFootball.com (الإنجليزية)
- دانيال ريتش على موقع AFLtables.com (الإنجليزية)